# روزگار ماتئوش
روزگار ماتئوش (لهستانی: Żywot Mateusza) یک فیلم درام به کارگردانی ویتولد لشچینسکی است که در سال ۱۹۶۸ منتشر شد.

## گزیدهٔ بازیگران
- فرانچیشک پیچکا
- الکساندر فوژیل
- ویرگیلیوش گرین
- ماوگوژاتا براونک
- آنا میلفسکا
- هانا اسکارژانکا
- یوآنا شچربیتس